# Steve Hanley
Steve Hanley (Dublin, 29 mei 1959) is een Ierse punkgitarist en -bassist. Hij werd bekend als een jarenlange bassist van de Britse band The Fall.

## Biografie
Aan het begin van zijn muzikale carrière in 1976 speelde Steve Hanley basgitaar bij de punkband The Sirens. Na hun enige concert gingen ze uit elkaar omdat de zanger de band verliet. Steve Hanley vertrok naar Staff 9, die o.a. als support voor Joy Division en The Fall speelden. Bij The Fall was Steve Hanley destijds een roadie en nam daar in april 1979 de bas over. Hij bleef in de band tot 1998 en beïnvloedde hun geluid aanzienlijk. Door zijn consistentie en zijn rustige, evenwichtige manier van optreden vormde hij tot aan zijn vertrek de ruggengraat van de band. Hij verliet The Fall na een conflict op het podium tijdens een optreden in New York op 7 april 1998. Steve Hanley is de muzikant die het na zanger Mark E. Smith het langst heeft uitgehouden in de band. The Fall staat bekend om hun slijtage aan bandleden, meer dan 30 muzikanten hebben daar gespeeld in 30 jaar bandgeschiedenis. Steve Hanley's jongere broer Paul Hanley speelde daar ook tijdelijk, van 1980 tot 1985 was hij hun drummer.
Steve Hanley schreef bijna 20 jaar lang meer dan 100 nummers bij The Fall. Hij heeft meer dan 30 singles, 20 albums en talloze live- en compilatiealbums opgenomen, ongeveer 850 live concerten gespeeld en in totaal 19 John Peel-sessies opgenomen met The Fall.
Na The Fall en een onderbreking besloot hij om de muziek als een bijbaan te volgen en nam hij een administratieve baan aan op een school in Didsbury (North West England). Daarnaast speelde hij in zijn door hem nieuw geformeerde band ARK met o.a. voormalige The Fall-leden, waaronder Steve's broer Paul Hanley als drummer. In 2002 kwam de enige en nogal ondergewaardeerde cd Brainsold uit. Steve Hanley's zonen Matthew en Paul verschenen ook op deze cd. Zijn zoon Paul heeft al zijn eigen muzikale carrière, eerst als drummer bij The Forest, nu bij Sacred, voorheen Pooler. In september 2007 brachten ze hun debuut-ep Snowmen Always Die uit, die nog steeds onder hun oude naam Pooler verscheen. In 2001 trad Steve Hanley toe tot The Lovers, een band die werd hervormd door Tom Hingley, zanger van Inspiral Carpets en Too Much Texas. Naast Kelly Wood op de keyboards en Jason Brown op de gitaar, speelt Steve Hanley's broer Paul opnieuw op de drums. Na de single Yeah (2003) kwam in 2004 het veelgeprezen debuutalbum ABBA Are The Enemy uit. In maart 2008 verscheen de opvolger Highlights.
- Biblioteca Nacional de España: XX4846937
- International Standard Name Identifier: 0000 0003 6955 6480
- Library of Congress Control Number: nb2015018813
- MusicBrainz: 3f9f7175-2454-44fb-b4fe-9074437d4823
- SNAC: w6nt3j16
- Virtual International Authority File: 100944117